# Dressed to Kill (album)
Albums de Kiss
Hotter Than Hell
(1974) Alive!
(1975)
Dressed to Kill est le 3e album studio de Kiss sorti en 1975. "C'mon and Love Me" et "Rock and Roll All Nite", les deux singles de l'album, échouèrent à percer les charts. L'album atteindra son plus haut niveau dans les charts avec la 32e position et sera déclaré disque d'or le 28 février 1977.
"Rock and Roll All Nite" demeure la seule chanson de l'album qui est jouée à chaque concert, étant considérée comme l'hymne de Kiss par excellence. À partir de la sortie de l'album Destroyer, les autres chansons de Dressed To Kill ont tendance à disparaître des set-listes. "She" a été fréquemment interprétée entre 1996 et 2002, lors de la réunion du line up classique. Les autres titres sont parfois interprétés à titre exceptionnel.

## Reprises
- Love Her All I Can and She a été repris par le groupe américain de thrash metal Anthrax.
- Rock and Roll All Nite a été repris par le groupe américain de glam metal Poison.
- C'mon and Love Me a été repris par le groupe américain de Hard Rock Skid Row.

## Composition du groupe
- Paul Stanley - chants, guitare rythmique, guitare solo (piste 6).
- Gene Simmons - chants, basse, guitare (piste 3).
- Ace Frehley - guitare solo
- Peter Criss - chants, batterie, percussions.

## Liste des titres
Vinyle - Casablanca Records, Phonogram (6399 059, 6399 059,  France)
| A1. | Room Service      | Paul Stanley              | Paul Stanley | 2:58 |
| A2. | Two Timer         | Gene Simmons              | Gene Simmons | 2:59 |
| A3. | Ladies In Waiting | Gene Simmons              | Gene Simmons | 2:47 |
| A4. | Getaway           | Ace Frehley               | Peter Criss  | 2:45 |
| A5. | Rock Bottom       | Paul Stanley, Ace Frehley | Paul Stanley | 3:55 |

| B1. | C'mon And Love Me      | Paul Stanley                  | Paul Stanley                | 2:54 |
| B2. | Anything For My Baby   | Paul Stanley                  | Paul Stanley                | 2:30 |
| B3. | She                    | Gene Simmons, Stephen Coronel | Paul Stanley & Gene Simmons | 4:05 |
| B4. | Love Her All I Can     | Paul Stanley                  | Paul Stanley                | 2:43 |
| B5. | Rock and Roll All Nite | Paul Stanley, Gene Simmons    | Gene Simmons                | 2:45 |

## Charts
| Pays       | Chart         | Meilleure position | Réf   |
| ---------- | ------------- | ------------------ | ----- |
| États-Unis | Billboard 200 | 32                 | [ 2 ] |

### Certifications
| Industrie | Certifié   | Ventes     |
| --------- | ---------- | ---------- |
| RIAA      | 2x Platine | 2 millions |